# 신양 (진나라)
신양(申陽, ? ~ ?)은 진나라 말기의 장수이며, 항우가 책봉한 열여덟 제후왕 중 하나로 하남왕을 지냈다.

## 생애
원래는 진나라의 지방관으로 하구(瑕丘)현령을 지내고 있었으나, 조나라 상 장이의 신하가 되어 총애를 받았으며, 이세황제 3년 7월(기원전 207년) 먼저 하남으로 들어가서 초나라에 항복했다. 
항우가 진나라를 멸하고 옛 진 제국령 각지에 제후들을 책봉할 때 하남왕에 봉해졌으며, 서울을 낙양에 두었다.
한왕 2년 9월(기원전 206년)에 한나라에 투항했으며, 한나라는 하남을 군으로 되돌려 한나라의 판도에 편입시켰다.
이후 사적은 기록에 남지 않았으며, 《사기》 항우본기에서 “한왕이 다섯 제후의 병사를 거느리니 56만이었고 동쪽으로 초나라를 쳤다.”에서 말하는 다섯 제후 중 하나가 신양이라는 설이 남아 있다.